# Harald Håkonsson
Harald slettmali Håkonsson (apodado Palabras cuidadas o el orador, 1090-1131) fue un caudillo hiberno-nórdico, jarl de las Orcadas en el siglo XII.
Harald Håkonsson compartía las islas Orcadas con otro jarl, Paul Håkonsson. La madre de Harald y su tía, Frakokk Moddansdatter, intentaron asesinar a Paul con una camisa envenenada pero por un error causó la muerte del propio Harald en 1131. Frakokk y sus seguidores, intentaban favorecer las reivindicaciones del heredero de Harald, Erlend Haraldsson con la muerte de Paul.
Más tarde, la madre de Harald forzó la abdicación de Paul en 1137 y luego consiguió su propósito de asesinarle.

## Herencia
Se desconoce el nombre de su consorte, pero las sagas hablan de un hijo, Erlend Haraldsson.